# Valdosaurus

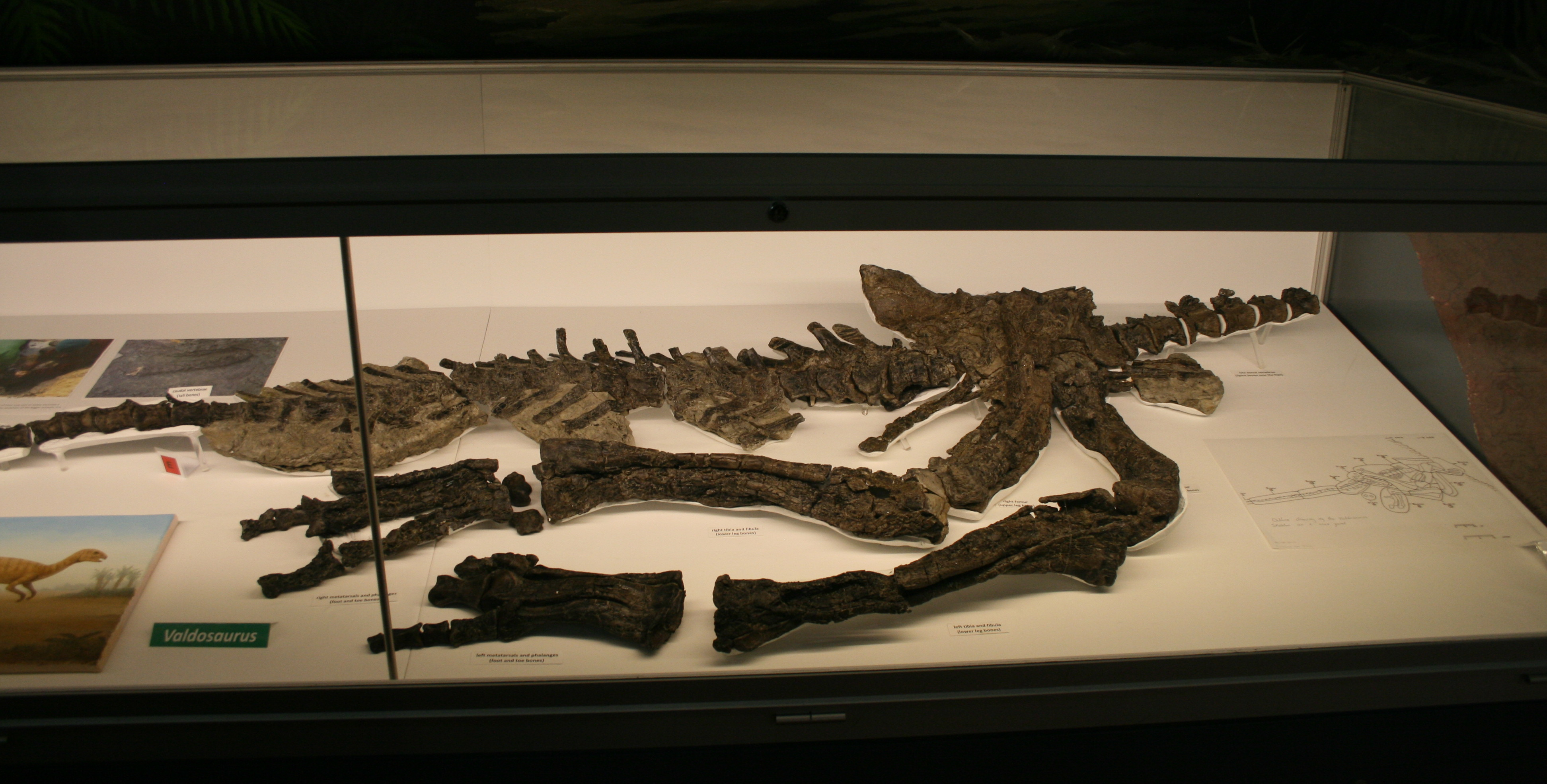
Een als Valdosaurus gelabeld specimen op Wight

Valdosaurus canaliculatus is een plantenetende ornthischische dinosauriër, behorend tot de groep van de Euornithopoda, die tijdens het vroege Krijt leefde in het gebied van het huidige Engeland.

## Vondst en naamgeving
In het midden van de negentiende eeuw vond de verzamelaar dominee William Darwin Fox bij Cowleaze Chine op de zuidwestkust van het eiland Wight een fossiel bestaande uit twee dijbeenderen van een dinosauriër. Fox nam in 1868 ten onrechte aan dat het deel uitmaakte van een groter skelet, behorend tot een nieuwe soort van Iguanodon, waarvan al stukken in 1848 waren geborgen voor Gideon Mantell — die het zag als een exemplaar van zijn Iguanodon mantelli — en dat in 1869 benoemd zou worden als Hypsilophodon. Later werden de botten verworven door het British Museum of Natural History; Richard Lydekker begreep toen dat ze niet aan Hypsilophodon toebehoorden en wees ze toe aan Camptosaurus valdensis maar werd daarin meestal niet gevolgd.
In 1975 onderzocht Peter Galton ze opnieuw en benoemde ze als een nieuwe soort van Dryosaurus: Dryosaurus canaliculatus. De soortaanduiding betekent "voorzien van een kanaaltje" in het Latijn, een verwijzing naar het feit dat tussen de onderste gewrichtsknobbels van het dijbeen een opvallende groeve te zien was. In 1977 besloot Galton een apart geslacht te benoemen: Valdosaurus. De geslachtsnaam is afgeleid van Valdus, Latijn voor de Wealden waarnaar de geologische groep genoemd is waarin de fossielen gevonden zijn.
Dryosaurus is oorspronkelijk benoemd voor een vorm uit Amerika. De benoeming van een verwant Europees geslacht leidde ertoe dat allerlei fragmentarisch dryosauride materiaal, uit Engeland zelf, maar ook uit Spanje, Roemenië nu aan Valdosaurus toegewezen begon te worden. In 1982 benoemde Galton zelf een tweede soort: Valdosaurus nigeriensis. Dat schiep de illusie dat veel van het geslacht bekend was, terwijl in feite een echt verband niet bewezen kon worden. In 2009 herzag Galton het volledige materiaal en kwam tot de conclusie dat geen enkele vondst buiten Engeland aan Valdosaurus toebehoorde. V. nigeriensis hernoemde hij tot een eigen geslacht: Elrhazosaurus. Ook voor het meeste Engelse materiaal gold dat een identiteit met Valdosaurus niet aangetoond kon worden. Slechts twee gedeeltelijke skeletten stonden toe van meer botten dan de dijbeenderen alleen te bepalen of ze met Valdosaurus overeenkwamen; dat bleef echter beperkt tot de achterpoot en het bekken. Het bleek dat Richard Owen in 1842 als eerste dijbeenderen van Valdosaurus beschreven had, specimina BMB 004297-004300, ze toewijzend aan Iguanodon. Bij sommige resten zou het niet zeker zijn dat het om V. canaliculatus gaat en spreekt men van een Valdosaurus sp., vooral als het om vondsten uit iets oudere lagen gaat, uit het Valanginien.
Het typespecimen van Valdosaurus bestaat uit twee syntypen: BMNH R184, en BMNH R185, gevonden in de Wessexformatie die dateert uit het late Barremien, ongeveer 126 miljoen jaar oud. Het gaat om twee dijbeenderen van hetzelfde individu.
Er is wel gesuggereerd dat Valdosaurus toch een jonger synoniem zou zijn van Camptosaurus valdensis maar volgens Galton is die laatste soort een nomen dubium: gebaseerd op niet nader te determineren resten.
William Blows schiep in 1998 per ongeluk nog een derde soort: Valdosaurus dextrapoda toen die naam per abuis opgenomen werd in een faunalijst. Dit is een nomen nudum en volgens latere inzichten gaat het bij het fossiel in ieder geval niet om Valdosaurus.
In oktober 2012 werd op Wight een nieuw exemplaar gevonden, het meest volledige tot nu toe, bestaande uit staart, bekken en achterpoten van een ongeveer drieënhalf meter lang dier.

## Beschrijving

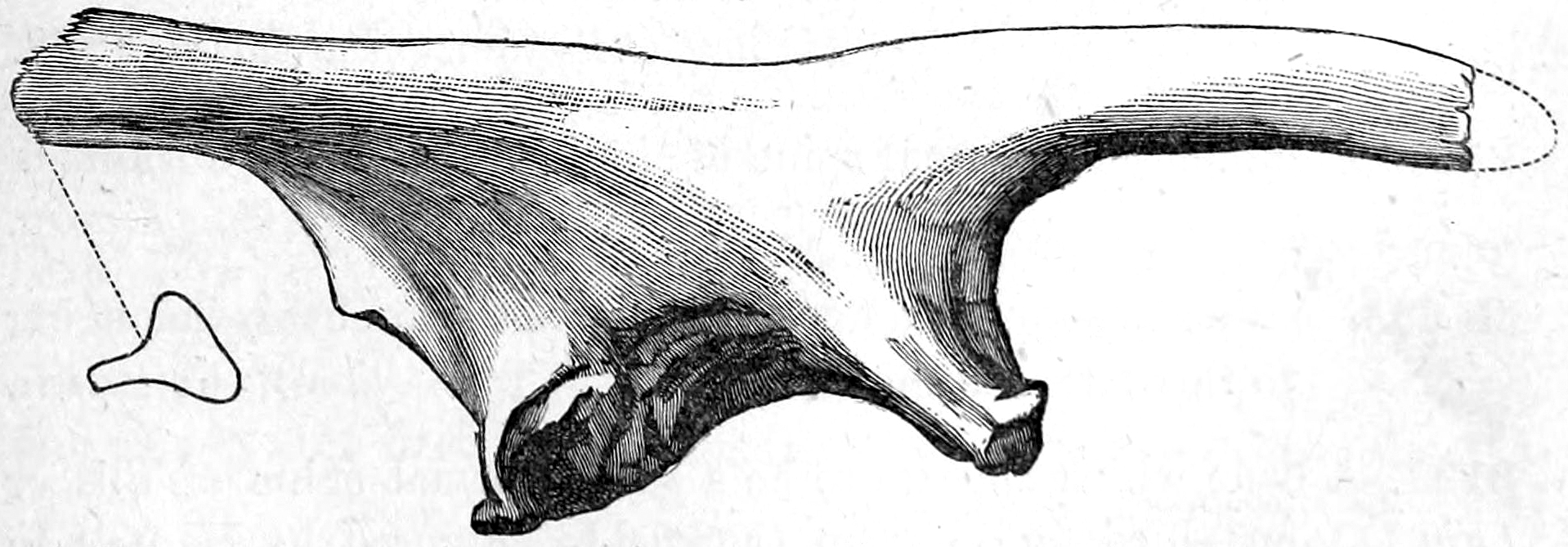
NHM 2150, een aan een Valdosaurus sp. toegewezen darmbeen uit de Upper Tunbridge Wells Sandstone van Cuckfield

Valdosaurus is een middelgrote euornithopode. Soms wordt hij voorgesteld als een erg klein dier met een lengte van zo'n anderhalve meter en een gewicht van tien kilogram maar dat komt doordat het typemateriaal van een jong individu is waarvan de dijbeenderen slechts veertien centimeter lang waren; Galton wees erop dat het dijbeen van een volwassen exemplaar een halve meter lang geweest zou zijn wat duidt op een lichaamslengte van ruim vier meter en een gewicht van een paar honderd kilogram. Desalniettemin moet Valdosaurus nog in staat geweest zijn op twee poten te lopen en met de krachtige benen een hoge maximumsnelheid te bereiken. Waarschijnlijk kon dier bij het eten van bodemplanten op de voorpoten rusten.
Sommige oudere beschrijvingen geven details van de kop en de tanden maar die berusten op fossielen die niet met zekerheid aan Valdosaurus toegewezen kunnen worden. Als hij de proporties van Dryosaurus had, was de kop vrij klein en gedrongen, de nek tamelijk lang.
Alleen van bekken en achterpoten zijn er onderscheidende kenmerken vast te stellen. Het darmbeen is vrij laag met een breed beenvlak aan de interne, van de wervelkolom afgerichte, onderste binnenkant als aanhechting voor een staartspier, de Musculus caudofemoralis brevis. Het uitsteeksel van het zitbeen dat grenst aan het foramen obturatorium, een opening in het bekken tussen het zitbeen en het schaambeen, is vrij hoog geplaatst. De vierde trochanter van het dijbeen, de uitstekende punt aan de achterkant als aanhechting voor de staartspieren, is boven het midden van de schacht geplaatst en is afhangend; de gebruikelijke uitholling aan de basis daarvan bevindt zich tamelijk vooraan. Boven op het dijbeen is er een diepe groeve tussen de trochanter minor en de trochanter major. De onderkant van het dijbeen heeft aan de binnenkant een vierkant profiel en toont aan de voorkant de typische diepe "intercondylaire" groeve tussen de gewrichtsknobbels waarnaar de soortaanduiding verwijst; de buitenste groeverand overhangt gedeeltelijk het groevekanaal.

## Fylogenie
Galton bracht Valdosaurus oorspronkelijk onder bij de Hypsilophodontidae; dit hele begrip is echter in onbruik geraakt. Tegenwoordig wordt Valdosaurus beschouwd als behorend tot de Dryosauridae, als een basaal lid van de ruimere klade Dryomorpha.